# Rolfstorps landskommun
Rolfstorps landskommun  var en tidigare kommun i Hallands län.

## Administrativ historik
När 1862 års kommunalförordningar trädde i kraft inrättades i Sverige cirka 2 500 kommuner. Huvuddelen av dessa var landskommuner (baserade på den äldre sockenindelningen), vartill kom 89 städer och åtta köpingar. Då inrättades i Rolfstorps socken i Himle härad i Halland denna kommun. 
Vid kommunreformen 1952 uppgick denna  landskommun i Himledalens landskommun som senare 1971 uppgick i Varbergs kommun.

## Politik

### Mandatfördelning i Rolfstorps landskommun 1938-1946
| 4 | 9 | 4 |

| 17 |

| 4 | 10 | 3 |

| 17 |

| 4 | 11 | 2 |

| 15 |